# Richardson (entreprise)
Pour les articles homonymes, voir Richardson.
 (décembre 2020).
Si vous disposez d'ouvrages ou d'articles de référence ou si vous connaissez des sites web de qualité traitant du thème abordé ici, merci de compléter l'article en donnant les références utiles à sa vérifiabilité et en les liant à la section « Notes et références ».
Richardson est une entreprise française qui distribue principalement du matériel de chauffage et de climatisation ainsi que pour la salle de bains et la plomberie. Créé à Marseille en 1855, Richardson est présent partout en France avec 108 établissements répartis sur tout le territoire.

## Historique
En 1855, Charles Francis Green Richardson crée l’entreprise dans le but d’effectuer du négoce de produits métallurgiques, le plus souvent à destination d’une clientèle navale.
Après ses premières années d’activité, l’entreprise crée de nouvelles agences et s’oriente vers le secteur du bâtiment en s’adressant à la clientèle des installateurs de chauffage et de salle de bains. Richardson se spécialise ensuite dans la distribution de matériaux de chauffage, climatisation et salle de bains.
En 2017, l’entreprise Richardson compte 1822 collaborateurs répartis dans de multiples agences en France, principalement dans le Sud-Est, les Alpes et en Île-de-France, ainsi qu’au sein de son siège social, toujours situé dans la ville de Marseille.

## Activités de l'entreprise
Richardson est un distributeur de matériaux de chauffage, climatisation, et salle de bains, mais aussi de plomberie, carrelage, électroménager et matières plastiques.
•  Chauffage et climatisation
C’est l’activité principale de l’entreprise.
•  Salle de bains
Au fil des années, l’entreprise a développé ses propres gammes de salles de bains en proposant des douches, des meubles de toilette et autres éléments de la pièce d’eau.
•  Plomberie
Richardson fournit du matériel de plomberie, de la robinetterie de douche ou de cuisine.
•  Matières plastiques et autres
Richardson se spécialise aussi dans la vente de matériaux plastiques et de produits divers, tels que des produits semi-finis à destination des métiers de la communication, du bâtiment et de l’industrie.